# Губка Боб Квадратні Штани (сезон 11)
Одинадцятий сезон мультсеріалу «Губка Боб Квадратні Штани» тривав з 16 липня 2017 року до 25 листопада 2018 року. В рамках сезону вийшла спеціальна серія «The Legend of Boo-Kini Bottom», яка присвячена Хелловіну із використанням лялькової анімації.

## Серії
| Номер | Номер у сезоні | Оригінальна назва               | Українська назва                  | Автор(и) сценарію                           | Дата показа (у США) | Дата показу в Україні |
| --- | -------------- | ------------------------------- | --------------------------------- | ------------------------------------------- | ------------------- | --------------------- |
| 216a | 1a             | «Cave Dwelling Sponge»          | Печерна Губка                     | Дуг Лоуренс                                 | 23 вересня 2017     | 14 березня 2019       |
| Після того, як Губка Боб з кам'яного віку виявляється розморожений, він викликає хаос в місті.                                                                     |                |                                 |                                   |                                             |                     |                       |
| 216b | 1b             | «The Clam Whisperer»            | Заклинач молюсків                 | Каз Прапуоленіс                             | 23 вересня 2017     | 14 березня 2019       |
| Губка Боб привертає мігруючих молюсків до себе, не підозрюючи, що вони завдають шкоди оточуючим.                                                                   |                |                                 |                                   |                                             |                     |                       |
| 217a | 2a             | «Spot Returns»                  | Плямчик повертається              | Ендрю Гудман                                | 24 червня 2017      | 15 березня 2019       |
| Коли вихованець Планктона на ім'я Плямчик створює потомство, той хоче використовувати його в одному зі своїх злих планів.                                          |                |                                 |                                   |                                             |                     |                       |
| 217b | 2b             | «The Check-Up»                  | Медогляд                          | Ендрю Гудман                                | 24 червня 2017      | 15 березня 2019       |
| Містер Крабс боїться медогляду, і, якщо він його провалить, «Красті Крабс» закриють.                                                                               |                |                                 |                                   |                                             |                     |                       |
| 218a | 3a             | «Spin the Bottle»               | Покрути пляшку                    | Каз Прапуоленіс                             | 16 липня 2017       | 16 березня 2019       |
| Планктон прикидається джином із пляшки, виконуючим бажання, щоб вкрасти секретну формулу крабової Петті.                                                           |                |                                 |                                   |                                             |                     |                       |
| 218b | 3b             | «There's a Sponge in My Soup»   | У мене Губка в супі               | Каз Прапуоленіс                             | 7 листопада 2017    | 16 березня 2019       |
| Губка Боб готує суп, чиє тепло залучає трьох хіпі неподалік. Крабс і Губка Боб усіма силами намагаються позбутися непроханих гостей.                               |                |                                 |                                   |                                             |                     |                       |
| 219a | 4a             | «Man Ray Returns»               | Зло не знає відпочинку            | Каз Прапуоленіс                             | 30 вересня 2017     | 17 березня 2019       |
| На Ракушковій вулиці з'являється Промінь. Він бере в оренду будинок Сквідварда на вихідні, що помічають Губка Боб і Патрік.                                        |                |                                 |                                   |                                             |                     |                       |
| 219b | 4b             | «Larry the Floor Manager»       | Лері-менеджер                     | Бен Грубер                                  | 30 вересня 2017     | 17 березня 2019       |
| Містер Крабс йде у відпустку і залишає лобстера Леррі за головного.                                                                                                |                |                                 |                                   |                                             |                     |                       |
| 220 | 5ab            | «The Legend of Boo-Kini Bottom» | Страшна Легенда про Бікіні-Боттом | Дуг Лоуренс                                 | 13 жовтня 2017      | 18 березня 2019       |
| Настає Хелловін, і в місто повертається Летючий Голландець. Але він виявляє, що йому ніяк не виходить налякати Губку Боба.                                         |                |                                 |                                   |                                             |                     |                       |
| 221a | 6a             | «No Pictures Please»            | Не фотографувати                  | Дуг Лоуренс                                 | 6 листопада 2017    | 19 березня 2019       |
| Патрік зустрічає туриста і проводить для нього екскурсію по його улюблених місцях в Бікіні Боттом.                                                                 |                |                                 |                                   |                                             |                     |                       |
| 221b | 6b             | «Stuck on the Roof»             | Застряг на даху                   | Ендрю Гудман                                | 6 листопада 2017    | 19 березня 2019       |
| Губка Боб застряг на даху Красті Крабс і не може з нього злізти.                                                                                                   |                |                                 |                                   |                                             |                     |                       |
| 222a | 7a             | «Krabby Patty Creature Feature» | Епідемія Крабових Зомбі           | Каз Прапуоленіс, Кріс Аллісон, Райан Крамер | 21 жовтня 2017      | 20 березня 2019       |
| Сенді створила крабову Петті, яка перетворює всіх на зомбі. Лише Губка Боб не їв цієї крабової Петті.                                                              |                |                                 |                                   |                                             |                     |                       |
| 222b | 7b             | «Teacher's Pests»               | Мучителі учительки                | Бен Грубер                                  | 21 жовтня 2017      | 20 березня 2019       |
| Губка Боб, Містер Крабс та Планктон стають учнями в школі водіння Місіс Пафф і останні двоє постійно змагаються, що дратує саму Місіс Пафф.                        |                |                                 |                                   |                                             |                     |                       |
| 223a | 8a             | «Sanitation Insanity»           | Санітарне безумство               | Бен Грубер                                  | 7 травня 2018       | 21 березня 2019       |
| Через те, що містер Крабс смітив, Губка Боб та Сквідвард повинні прибирати усе місто.                                                                              |                |                                 |                                   |                                             |                     |                       |
| 223b | 8b             | «Bunny Hunt»                    | Полювання на кроликів             | Дуг Лоуренс                                 | 30 березня 2018     | 21 березня 2019       |
| В саду у Сквідварда з'явився морський кролик, який спустошує його сад.. Губка Боб вважає цього морського кролика милим.                                            |                |                                 |                                   |                                             |                     |                       |
| 224a | 9a             | «Squid Noir»                    | Сквідвард-Детектив                | Ендрю Гудман                                | 10 листопада 2017   | 22 березня 2019       |
| Коли кларнет Сквідварда зник, Сквідвард і Губка Боб ідуть його шукати і стають детективами.                                                                        |                |                                 |                                   |                                             |                     |                       |
| 224b | 9b             | «Scavenger Pants»               | Шукай, поки не знайдеш            | Люк Брукшир                                 | 9 листопада 2017    | 22 березня 2019       |
| Сквідвард відсилає Губку Боба та Патріка на пошуки предметів, щоб позбутися їх.                                                                                    |                |                                 |                                   |                                             |                     |                       |
| 225a | 10a            | «Cuddle E. Hugs»                | Няш-Обнімаш                       | Бен Грубер                                  | 8 листопада 2017    | 23 березня 2019       |
| Губка Боб починає дружити з хом'яком, якого окрім нього не бачить ніхто.                                                                                           |                |                                 |                                   |                                             |                     |                       |
| 225b | 10b            | «Pat the Horse»                 | Погладь коника                    | Каз Прапуоленіс                             | 2 грудня 2017       | 23 березня 2019       |
| Після того, як Патрік дізнався, що він можу бути ким завгодно, він стає конем.                                                                                     |                |                                 |                                   |                                             |                     |                       |
| 226a | 11a            | «Chatterbox Gary»               | Ґері говорить                     | Люк Брукшир                                 | 12 лютого 2018      | 24 березня 2019       |
| Губка Боб купує ошийник для Ґері, у якому міститься перекладач для тварин. Але Ґері забагато розмовляє.                                                            |                |                                 |                                   |                                             |                     |                       |
| 226b | 11b            | «Don't Feed the Clowns»         | Клоунів не годувати               | Дуг Лоуренс                                 | 12 лютого 2018      | 24 березня 2019       |
| Малий клоун відстав від цирку і Губка Боб допомагає йому знайти нову роботу.                                                                                       |                |                                 |                                   |                                             |                     |                       |
| 227a | 12a            | «Drive Happy»                   | Водіть Щасливо                    | Каз Прапуоленіс                             | 13 лютого 2018      | 25 березня 2019       |
| Губка Боб купує човен з автопілотом. |                |                                 |                                   |                                             |                     |                       |
| 227b | 12b            | «Old Man Patrick»               | Стариган Патрік                   | Каз Прапуоленіс                             | 14 лютого 2018      | 25 березня 2019       |
| Патрік думає, що він старий дідусь, і Губка Боб хоче нагадати йому, як поводитися по-молодому.                                                                     |                |                                 |                                   |                                             |                     |                       |
| 228a | 13a            | «Fun-Sized Friends»             | Міні-Друзі                        | Ендрю Гудман                                | 15 лютого 2018      | 26 березня 2019       |
| Губка Боб та Патрік граються з меленькими моделями самих себе і міняються ними один з одним.                                                                       |                |                                 |                                   |                                             |                     |                       |
| 228b | 13b            | «Grandmum's the Word»           | Бабусині Казки                    | Дуг Лоуренс                                 | 16 лютого 2018      | 26 березня 2019       |
| Планктон збрехав своїй бабусі, що він власник Красті Крабсу, але він повинен підтримувати брехню, коли бабуся приїжджає.                                           |                |                                 |                                   |                                             |                     |                       |
| 229a | 14a            | «Doodle Dimension»              | У Світі Каракуль                  | Люк Брукшир                                 | 9 березня 2018      | 27 березня 2019       |
| Губка Боб та Патрік потрапляють у вимір Боба Каракулі, де все що ти намалюєш оживає.                                                                               |                |                                 |                                   |                                             |                     |                       |
| 229b | 14b            | «Moving Bubble Bass»            | Переїзд Бульбаса                  | Дуг Лоуренс                                 | 16 березня 2018     | 27 березня 2019       |
| Губка Боб та Патрік перетягують речі Бабл Баса (Бульбаса) з підвалу і допомагають йому переїжджати.                                                                |                |                                 |                                   |                                             |                     |                       |
| 230a | 15a            | «High Sea Diving»               | Пірнання вгору                    | Каз Прапуоленіс                             | 6 квітня 2018       | 28 березня 2019       |
| Губка Боб хоче стати 1-ю підводною істотою, яка досягла поверхні океану, але йому заважає купа сміття на поверхні.                                                 |                |                                 |                                   |                                             |                     |                       |
| 230b | 15b            | «Bottle Burglars»               | Викрадачі пляшок                  | Люк Брукшир                                 | 13 квітня 2018      | 28 березня 2019       |
| Губка Боб та Сквідвард випадково дозволили вкрасти секретну формулу Крабової Петті Планктону, і тепер мають її повернути.                                          |                |                                 |                                   |                                             |                     |                       |
| 231a | 16a            | «My Leg»                        | Нога!                             | Дуг Лоуренс                                 | 8 травня 2018       | 29 березня 2019       |
| Коли у риби Фреда вилікувалася нога, Губка Боб має її захистити, бо Фреду пересадять ногу робота.                                                                  |                |                                 |                                   |                                             |                     |                       |
| 231b | 16b            | «Ink Lemonade»                  | Чорнильний лимонад                | Каз Прапуоленіс                             | 9 травня 2018       | 29 березня 2019       |
| Коли Патріку нещастить у продажі лимонаду, Сквідвард, який лякаючись випускає чорнила дав Патріку ідею.                                                            |                |                                 |                                   |                                             |                     |                       |
| 232a | 17a            | «Mustard O'Mine»                | Гірчичні шахти                    | Каз Прапуоленіс                             | 10 травня 2018      | 31 березня 2019       |
| У Красті Крабс закінчується гірчиця, тому Губка Боб, Сквідвард, Патрік ідуть у Гірчичні шахти, щоб добути її.                                                      |                |                                 |                                   |                                             |                     |                       |
| 232b | 17b            | «Shopping List»                 | Список покупок                    | Каз Прапуоленіс                             | 24 вересня 2018     | 31 березня 2019       |
| Губка Боб та Сенді шукають ігдієти для секретного інгредієнту Крабової Петті.                                                                                      |                |                                 |                                   |                                             |                     |                       |
| 233a | 18a            | «Whale Watching»                | Китовий патруль                   | Ендрю Гудман                                | 6 серпня 2018       | 30 березня 2019       |
| Містер Крабс залишив Сквідварда доглядати за Перл, але вона хоче піти на вечірку.                                                                                  |                |                                 |                                   |                                             |                     |                       |
| 233b | 18b            | «The Krusty Cleaners»           | Прибиральники «Красті»            | Каз Прапуоленіс                             | 7 серпня 2018       | 30 березня 2019       |
| Під час доставки Губка Боб розлив молочний коктейль і вони з Патріком збираються відмити все приміщення.                                                           |                |                                 |                                   |                                             |                     |                       |
| 234a | 19a            | «Patnocchio»                    | Патнокіо                          | Дуг Лоуренс                                 | 8 серпня 2018       | 1 квітня 2019         |
| Планктон сказав Патріку, що він його сумління і намагається переконати Патріка принести йому Крабову Петті.                                                        |                |                                 |                                   |                                             |                     |                       |
| 234b | 19b            | «ChefBob»                       | Шеф Боб                           | Каз Прапуоленіс                             | 9 серпня 2018       | 1 квітня 2019         |
| Містер Крабс організовує відкриту кухню, де їжу готують на очах у клієнтів. Боючись сцени, Губка Боб створив собі ляльку, яка згодом виходить з-під його контролю. |                |                                 |                                   |                                             |                     |                       |
| 235a | 20a            | «Library Cards»                 | Читацький квиток                  | Дуг Лоуренс                                 | 25 вересня 2018     | 16 травня 2019        |
| Губка Боб показує Патріку його бібліотеку і відкриває для нього світ книг.                                                                                         |                |                                 |                                   |                                             |                     |                       |
| 235b | 20b            | «Plankton Paramonia»            | Планктонова Параноя               | Люк Брукшир                                 | 26 вересня 2018     | 16 травня 2019        |
| Планктон тривалий час не намагається вкрасти секретну формулу крабових Петті і Містер Крабс починає непокоїтися.                                                   |                |                                 |                                   |                                             |                     |                       |
| 236a | 21a            | «Surf'n'Turf»                   | Корабель у пляшці                 | Каз Прапуоленіс                             | 11 листопада 2018   | 17 травня 2019        |
| У Сенді виникають труднощі з підготовкою корабля в пляшці до прийдешнього конкурсу, і їй допомагає Містер Крабс.                                                   |                |                                 |                                   |                                             |                     |                       |
| 236b | 21b            | «Call The Cops»                 | Викликайте копів                  | Каз Прапуоленіс                             | 27 вересня 2018     | 17 травня 2019        |
| Планктона садять в в'язницю, однак секретну формулу крабової Петті забирають як доказ. Крабс і Губка Боб думають, як її повернути.                                 |                |                                 |                                   |                                             |                     |                       |
| 237 | 22ab           | «Goons on The Moon»             | Недоумки на місяці                | Каз Прапуоленіс                             | 25 листопада 2018   | 20 травня 2019        |
| Сенді влаштовує для своїх друзів екскурсію на місяць. |                |                                 |                                   |                                             |                     |                       |
| 238a | 23a            | «Appointment TV»                | Живе телебачення                  | Ендрю Гудман                                | 28 жовтня 2018      | 21 травня 2019        |
| По телевізору скоро покажуть невиданий епізод шоу про Морського Супермена та Причепи. Чи зможе Губка Боб встигнути вчасно?                                         |                |                                 |                                   |                                             |                     |                       |
| 238b | 23b            | «Karen's Virus»                 | Вірус Карен                       | Каз Прапуоленіс                             | 4 листопада 2018    | 21 травня 2019        |
| Карен заражається комп'ютерним вірусом, і Планктон вдається до допомоги Губки Боба.                                                                                |                |                                 |                                   |                                             |                     |                       |
| 239a | 24a            | «The Night Patty»               | Нічна петті                       | Люк Брукшир                                 | 21 жовтня 2018      | 3 грудня 2019         |
| Губка Боб виявляє, що в «Красті Крабсі» нічний графік роботи, нові співробітники і відвідувачі з несподіваними смаковими уподобаннями.                             |                |                                 |                                   |                                             |                     |                       |
| 239b | 24b            | «The Grill is Gone»             | Де ж наш гриль?                   | Ендрю Гудман                                | 21 жовтня 2018      | 3 грудня 2019         |
| Кілька бешкетників крадуть плиту з кухні «Красті Крабса». Містер Крабс і Губка Боб мають намір її відвоювати.                                                      |                |                                 |                                   |                                             |                     |                       |
| 240a | 25a            | «It's Bubbletown»               | Бульбашківка                      | Ендрю Гудман                                | 28 жовтня 2018      | 4 грудня 2019         |
| Губка Боб відвідує рідне місто свого давнього друга-бульбашки Бульбашка.                                                                                           |                |                                 |                                   |                                             |                     |                       |
| 240b | 25b            | «Girls Night Out»               | Вечір для дівчат                  | Дуг Лоуренс                                 | 4 листопада 2018    | 4 грудня 2019         |
| Сенді, Карен і місіс Пафф проводять вечір в місті разом. |                |                                 |                                   |                                             |                     |                       |
| 241a | 26a            | «Squirrel Jelly»                | Білка проти медуз                 | Каз Прапуоленіс, Зеус Цервас                | 18 листопада 2018   | 5 грудня 2019         |
| Сенді ловить медуз разом з Губкою Бобом і Патріком. |                |                                 |                                   |                                             |                     |                       |
| 241b | 26b            | «The String»                    | Ниточка                           | Люк Брукшир                                 | 18 листопада 2018   | 5 грудня 2019         |
| Губка Боб бачить, що на сорочці Сквідварда розплутана нитка, але він не усвідомлює, що вона досить довга.                                                          |                |                                 |                                   |                                             |                     |                       |